# Parafia Chrystusa Króla w Bielsku-Białej
Parafia pw. Chrystusa Króla w Bielsku-Białej – parafia rzymskokatolicka znajdująca się w Bielsku-Białej, w dzielnicy Leszczyny. Należy do Dekanatu Bielsko-Biała III – Wschód diecezji bielsko-żywieckiej. Erygowana w 1946. Jest prowadzona przez księży diecezjalnych.